# Mimosa

Plântula de Mimosa pudica a fechar as folhas após toque.

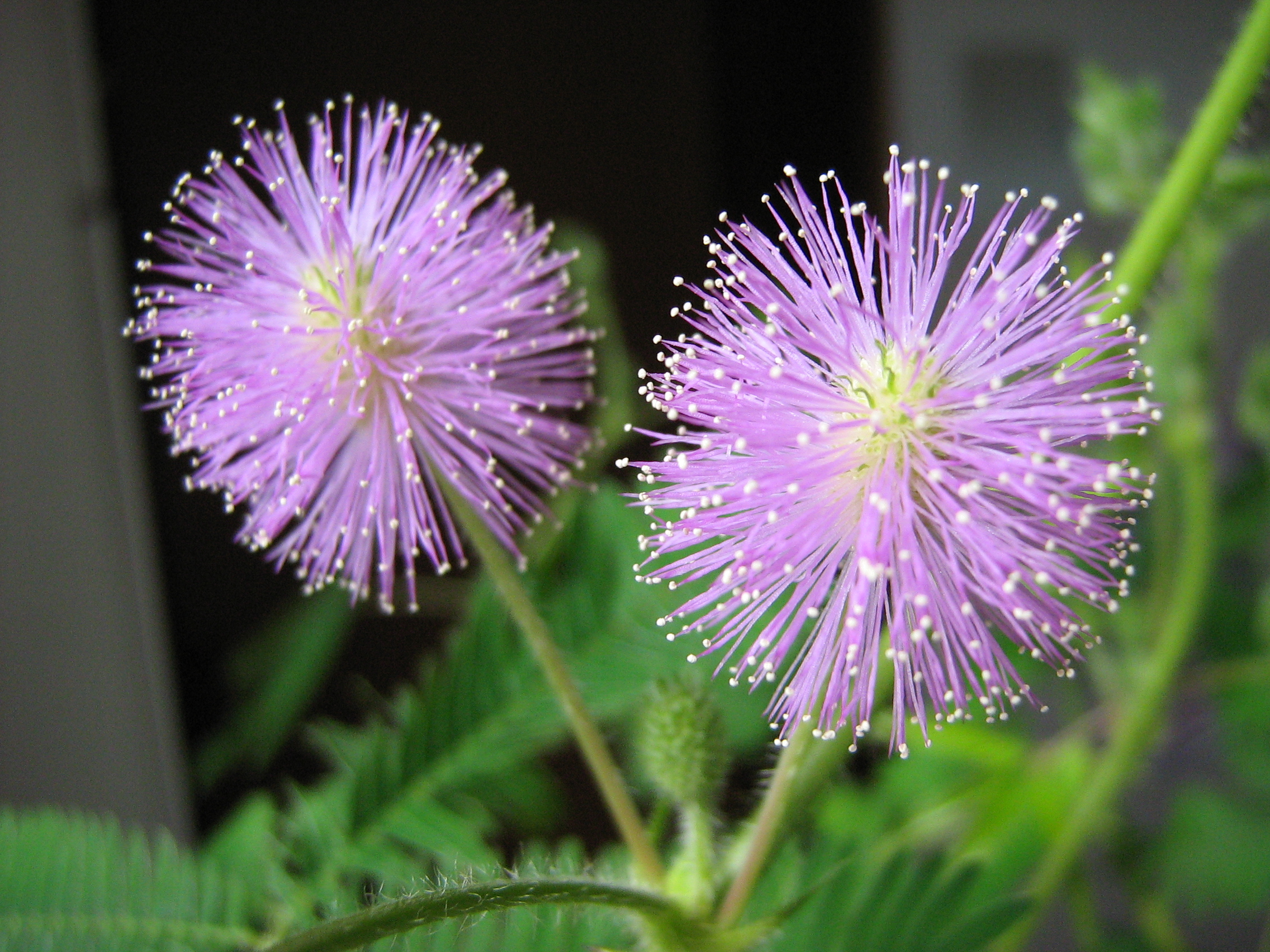
Inflorescência de Mimosa pudica.

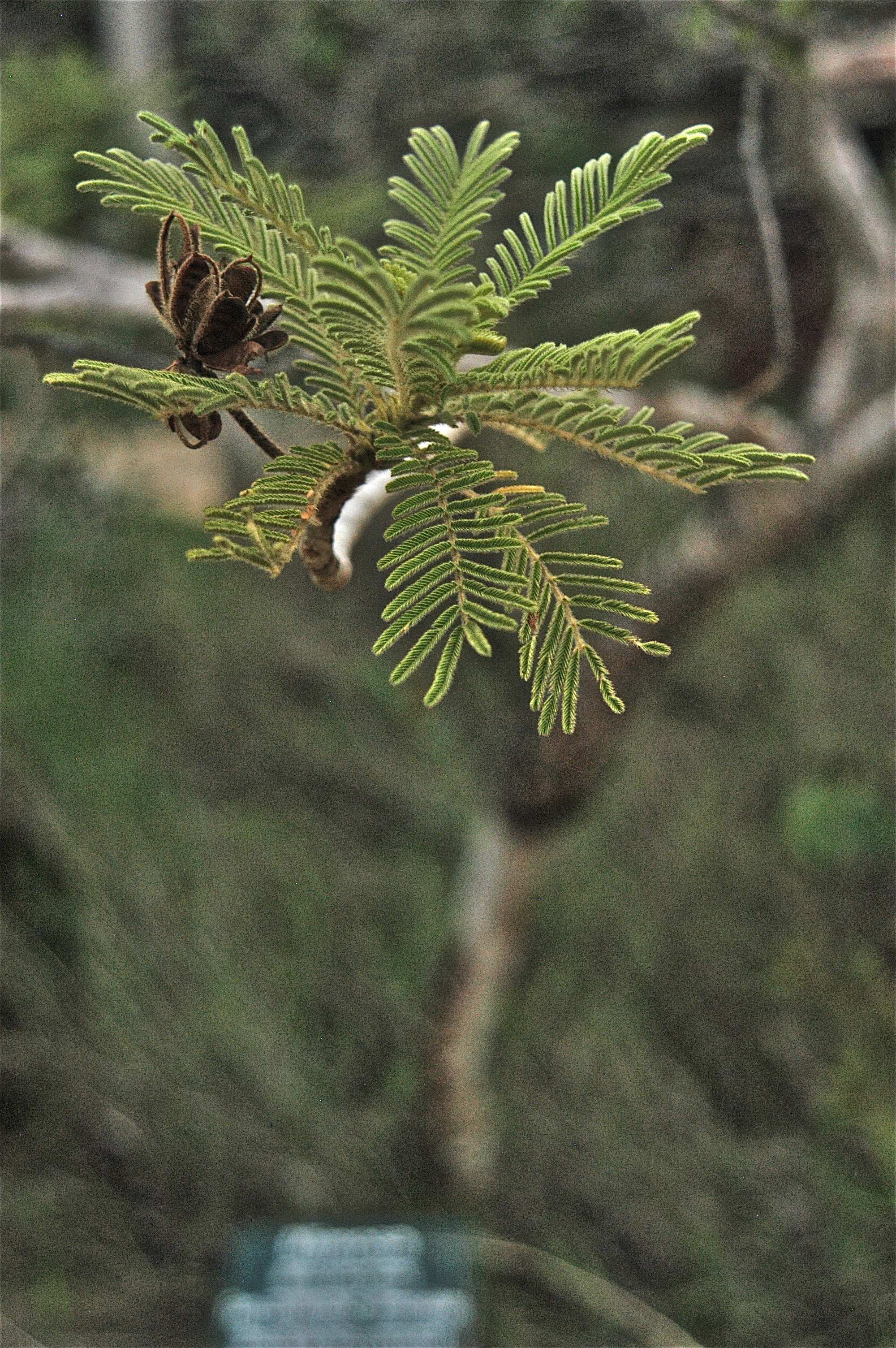
Folhagem de Mimosa decorticans.

Mimosa L., 1753 é um género de plantas com flor, pertencente ao clado Mimosoideae da família Fabaceae, que inclui de 400 a 540 espécies, maioritariamente arbustos e herbáceas. O táxon tem centro de diversidade na região Neotropical, mas encontra-se presente em todas as regiões tropicais e subtropicais, sendo comum nas savanas e regiões semiáridas. Algumas espécies são invasoras em regiões onde sejam neobiota. O género é notável por conter espécies que apresentam movimentos násticos retraindo as folhas quando expostas ao toque ou ao calor, sendo das poucas plantas a exibirem motilidade rápida.

## Descrição
O nome genérico deriva do vocábulo do grego clássico μιμος (mimos), um "actor" ou "mimo," com o sufixo feminino –osa, "semelhante a", derivado das suas 'folhas sensitivas' que parecem 'imitar a vida sentiente'.
Mimosa é o segundo maior género de Mimosoideae, tendo distribuição predominantemente na região Neotropical, onde se situa o seu centro de diversidade. As espécies deste género ocorrem em habitats muito diversos, desde florestas tropicais às savanas e regiões semidesérticas. A maior diversidade ocorre na América do Sul, numa vasta região que abrange o Brasil, o Paraguai, o Uruguai e a Argentina. No Brasil o género está representado por cerca de 323 espécies, das quais 38 ocorrem na Caatinga. 
O género Mimosa é caracterizado pelo fruto do tipo craspédio, com valvas inteiras ou mais frequentemente segmentadas em artículos monospérmicos. As flores são isostêmones ou diplostêmones e as anteras não apresentam glândulas apicais, o que diferencia Mimosa de outros géneros do clado Mimosoidea.
O género Mimosa pode ser facilmente distinguido dos grandes géneros relacionados, Acacia e Albizia, já que suas flores têm 10 ou menos estames. Note-se que o que aparenta ser uma única flor globular é na verdade uma inflorescência composta por um aglomerado de muitas flores individuais.
A maioria das espécies do género Mimosa contém elevada concentração de ácido heptanoico e algumas droga psicadélica dimetiltriptamina.
Os membros deste género estão entre as poucas plantas capazes de movimento vegetal rápido, cujos poucos exemplos em outros géneros se restringem a Codariocalyx motorius, ao género Aldrovanda, a algumas espécies de Drosera e à famosa dioneia. As folhas de Mimosa pudica fecham rapidamente quando tocadas. Algumas mimosas estendem as folhas durante o dia e as retraem à noite. Usando estas plantas, Jean-Jacques d'Ortous de Mairan conseguiu em 1729 pela primeira vez demonstrar experimentalmente a existência de relógios biológicos.
Algumas espécies deste género são especialmente notáveis pela motilidade das suas folhas, nomeadamente Mimosa pudica, sendo capaz de rapidamente dobrar as folhas quando estas são tocadas ou expostas ao calor. É uma espécie nativa do sul da América Central e do norte da América do Sul, mas é amplamente cultivada a nível global pelo seu valor de curiosidade, tanto como planta de interior em áreas temperadas, como ao ar livre nos trópicos. O cultivo ao ar livre levou a que se comportasse como espécie invasora em algumas áreas, especialmente no Hawaii.
A outra espécie notável é Mimosa tenuiflora, conhecida pelo uso na poção xamânica denominada ayahuasca devido a conter a droga psicadélica dimetiltriptamina, encontrada em alta concentração na casca da raiz.

## Taxonomia

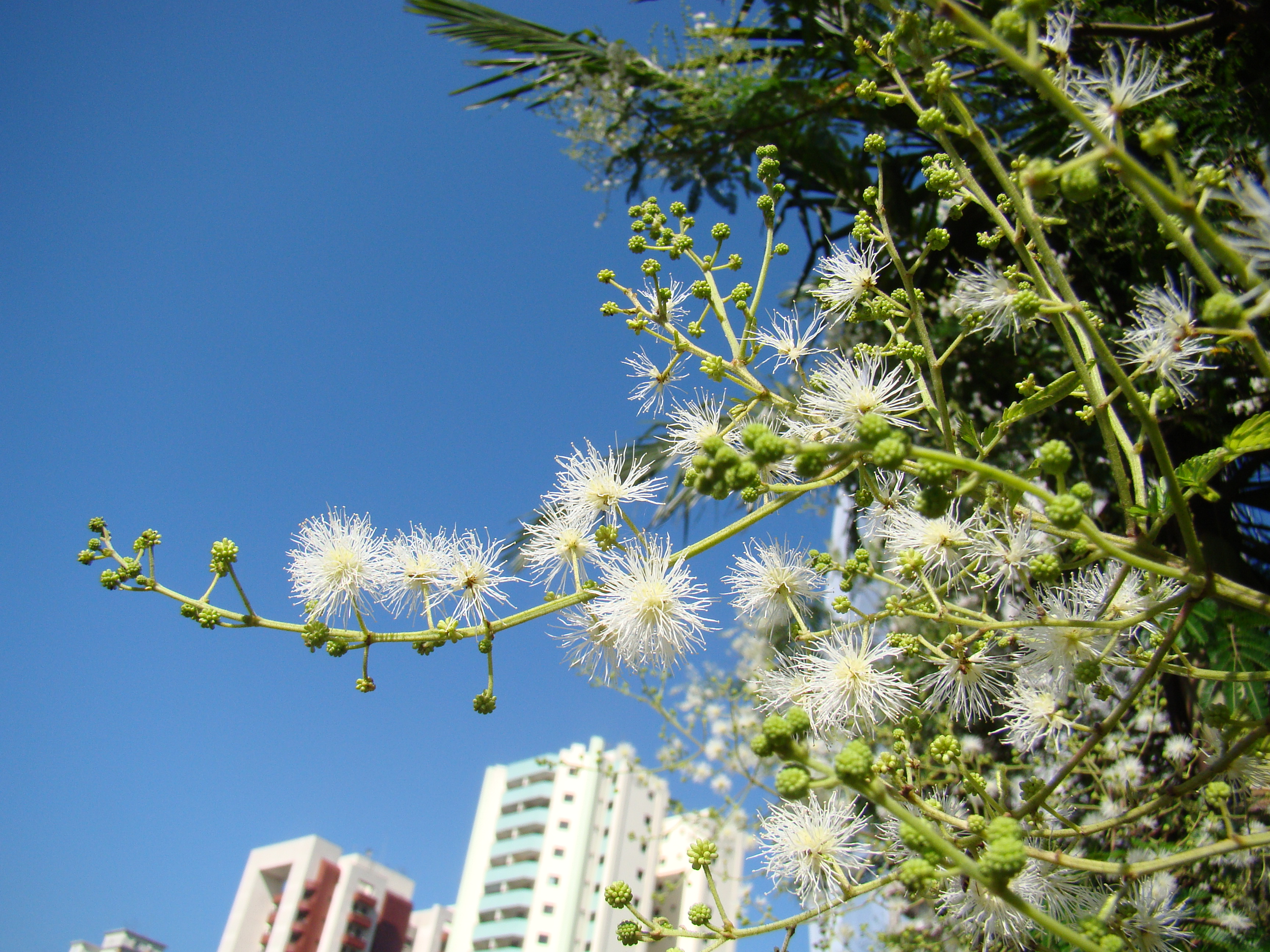
Mimosa bimucronata

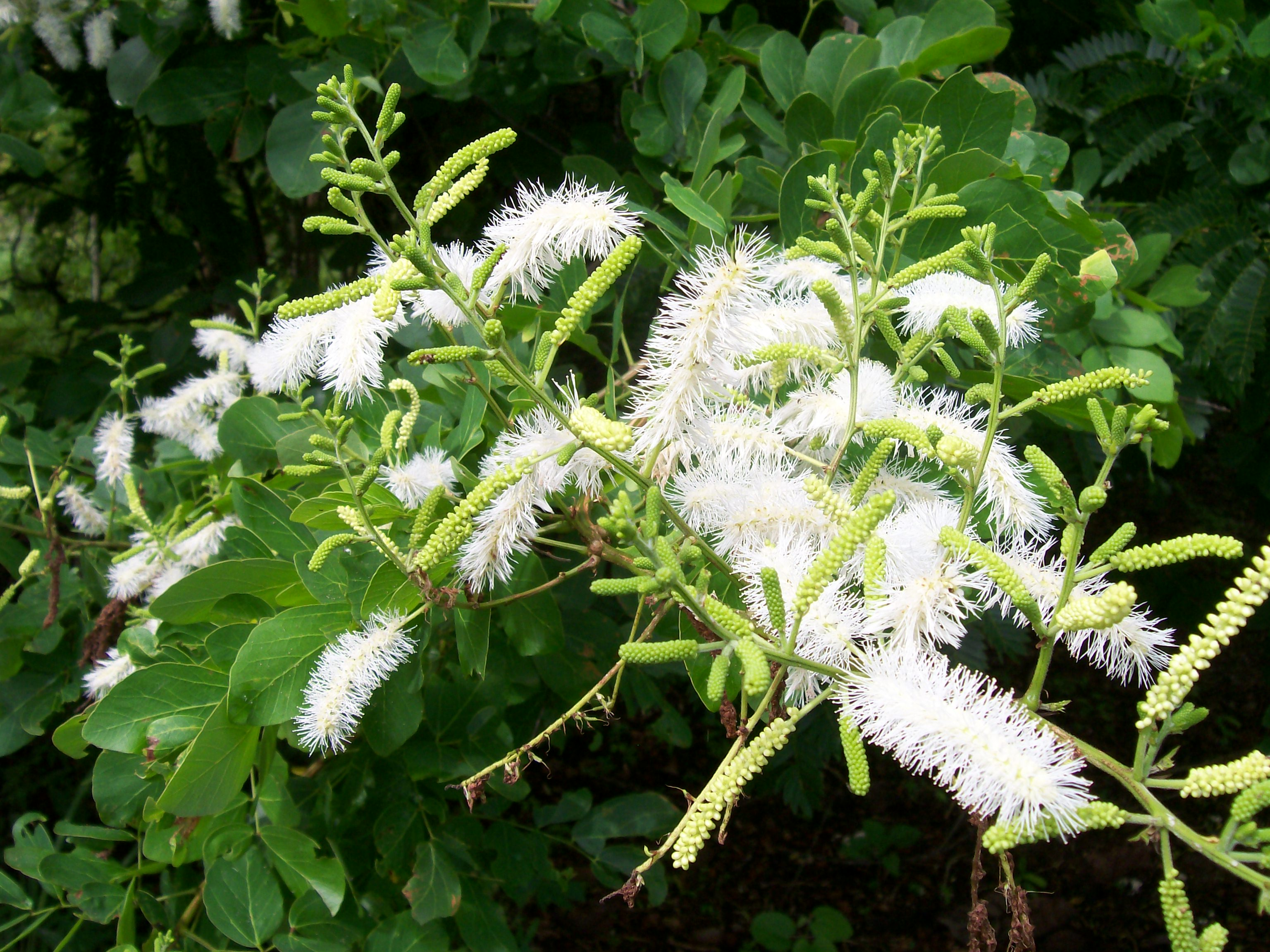
Mimosa caesalpiniifolia

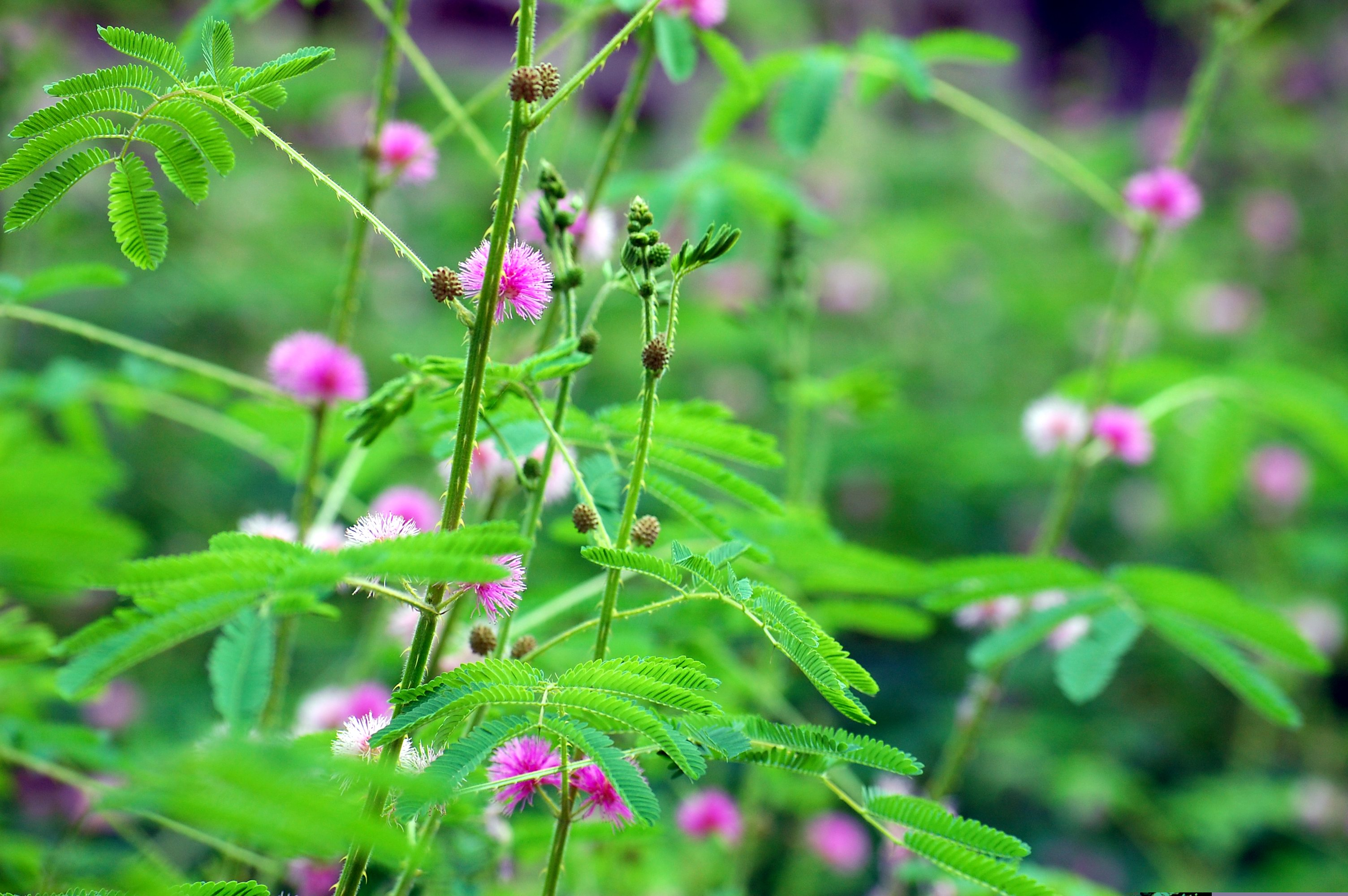
Mimosa diplotricha

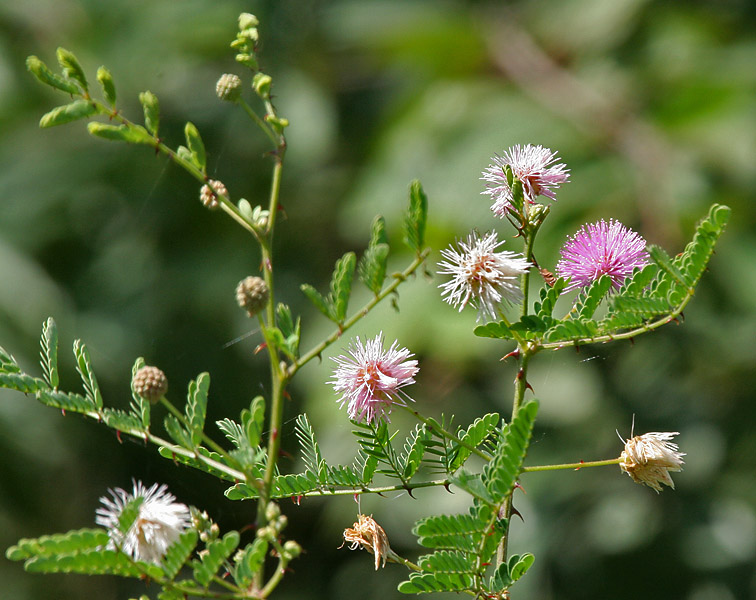
Mimosa hamata

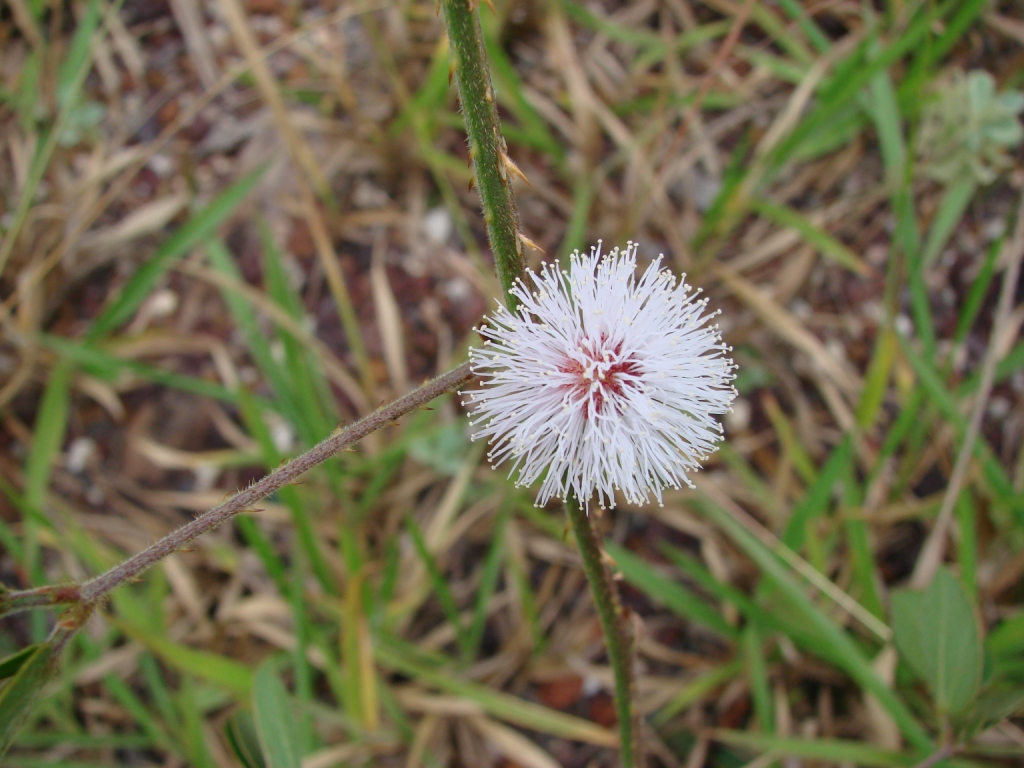
Mimosa nuda

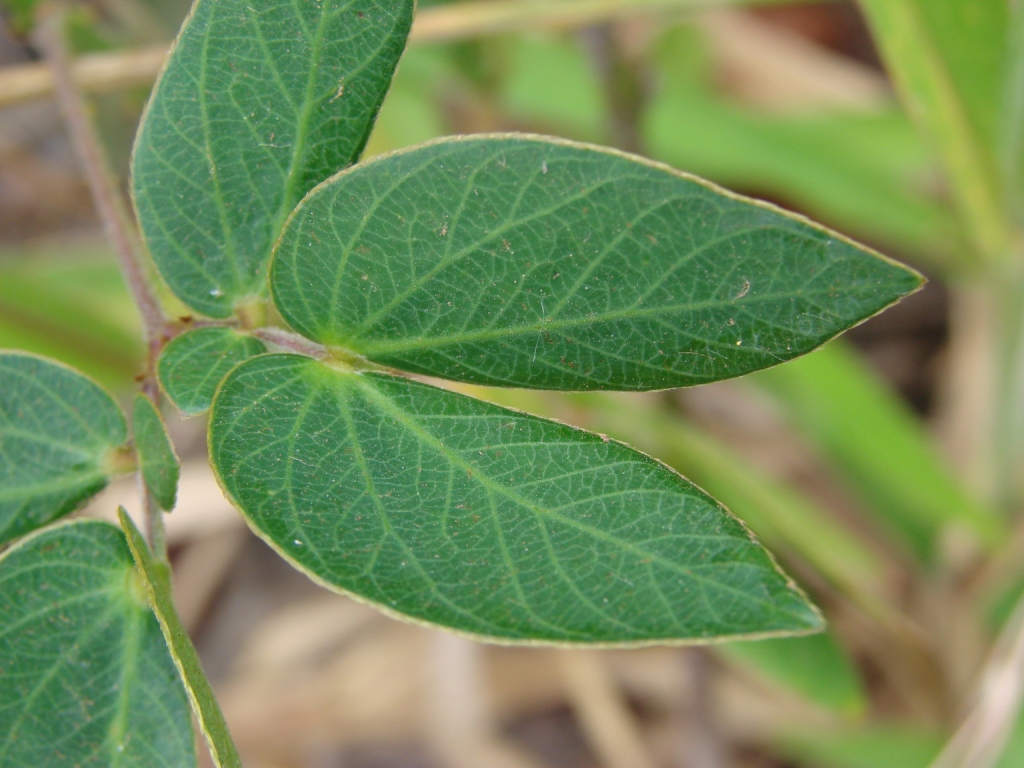
Folhagem de Mimosa nuda

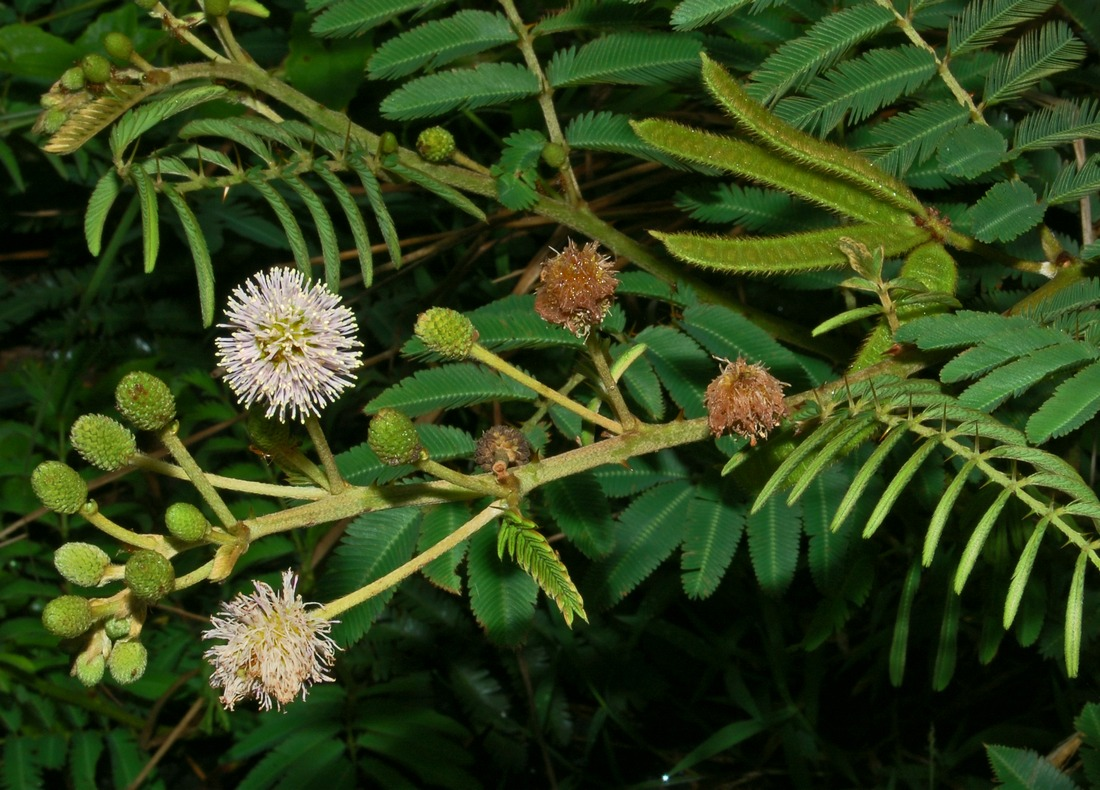
Mimosa pigra

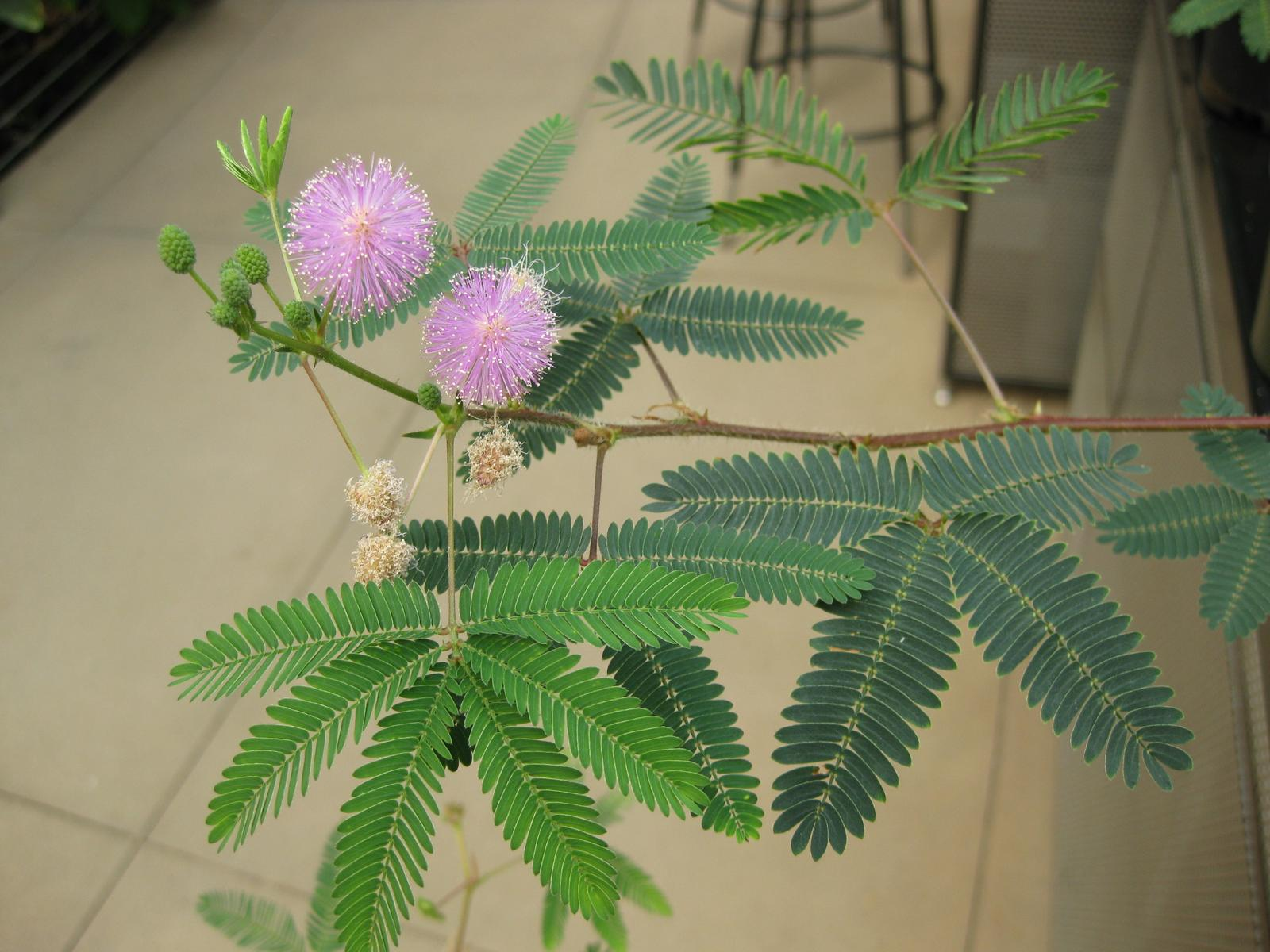
Mimosa pudica

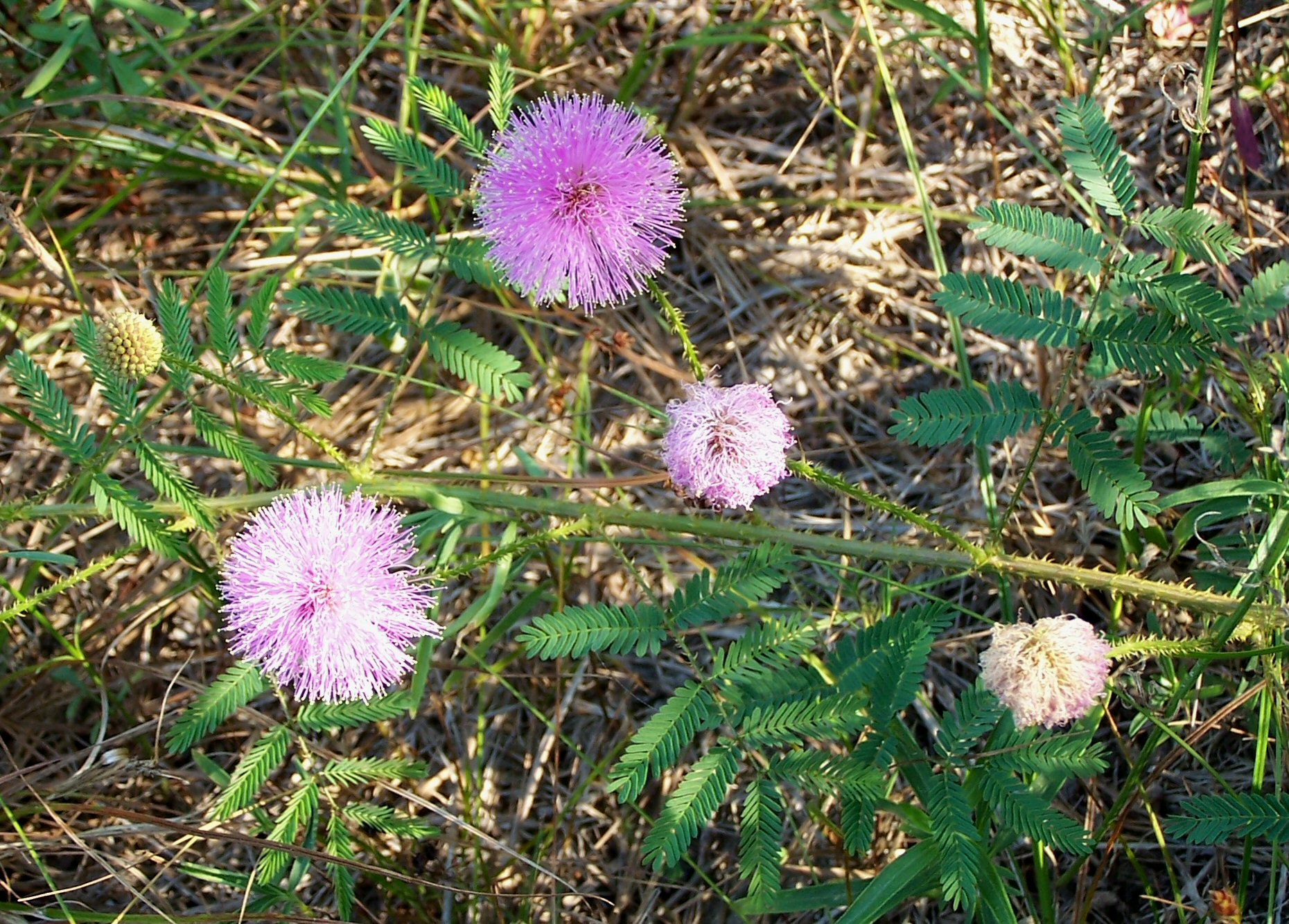
Hábito e inflorescência com anteras rosadas de Mimosa quadrivalvis var. nuttallii

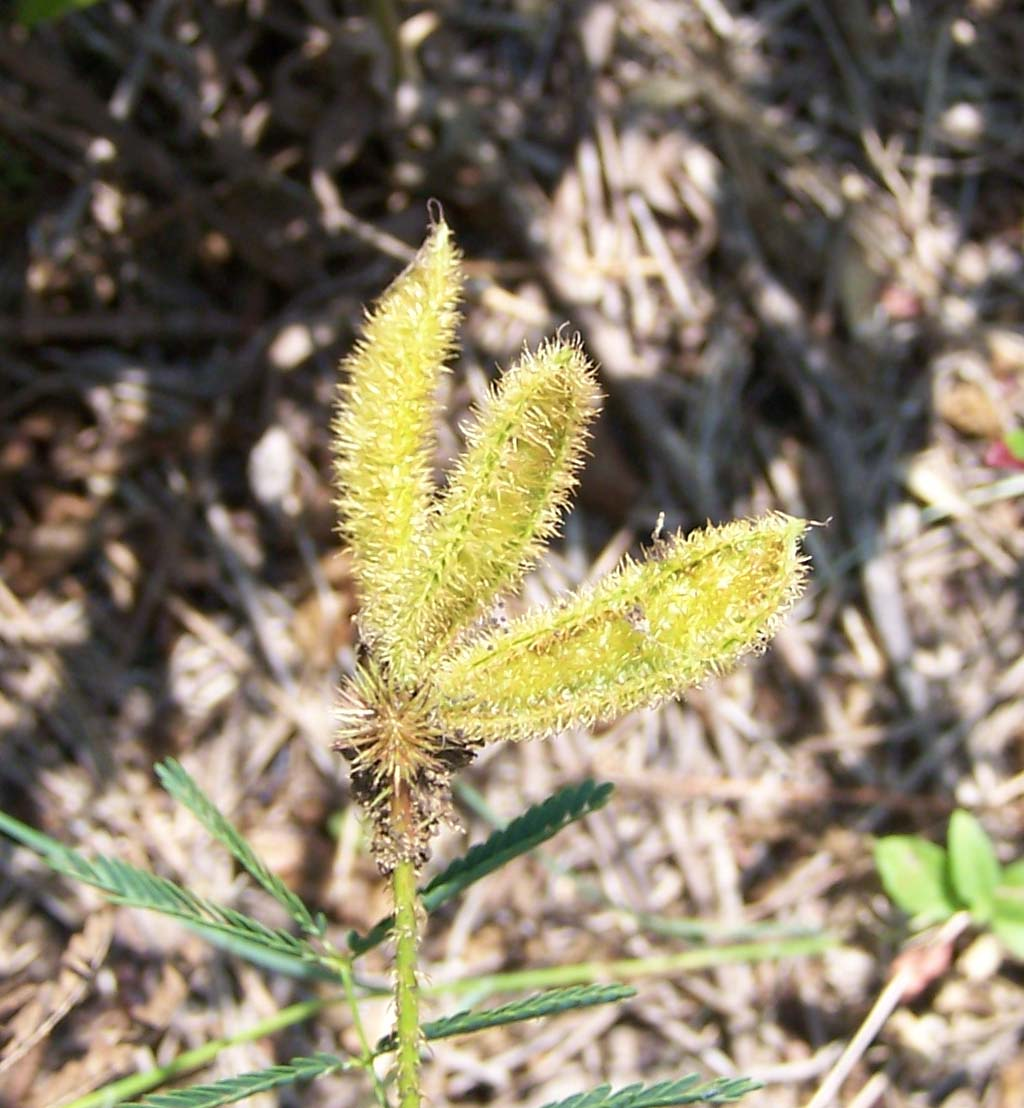
Vagem aberta de Mimosa quadrivalvis var. nuttallii

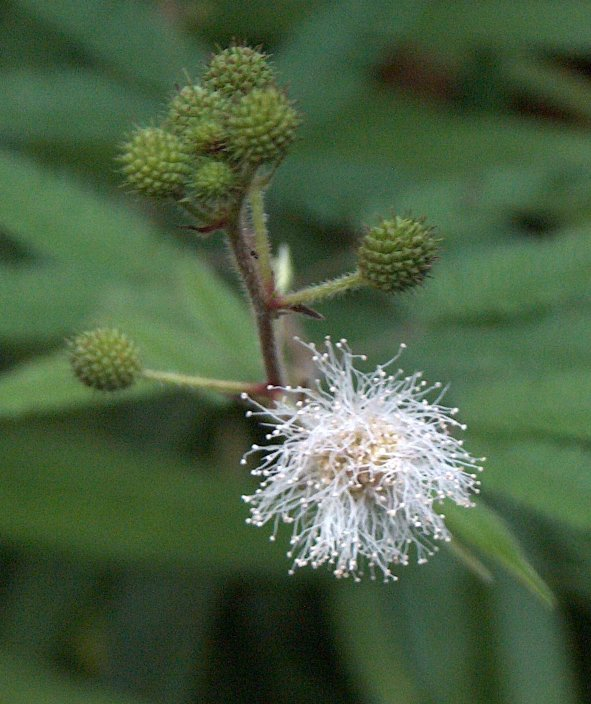
Inflorescências fechadas e abertas de Mimosa spegazzini

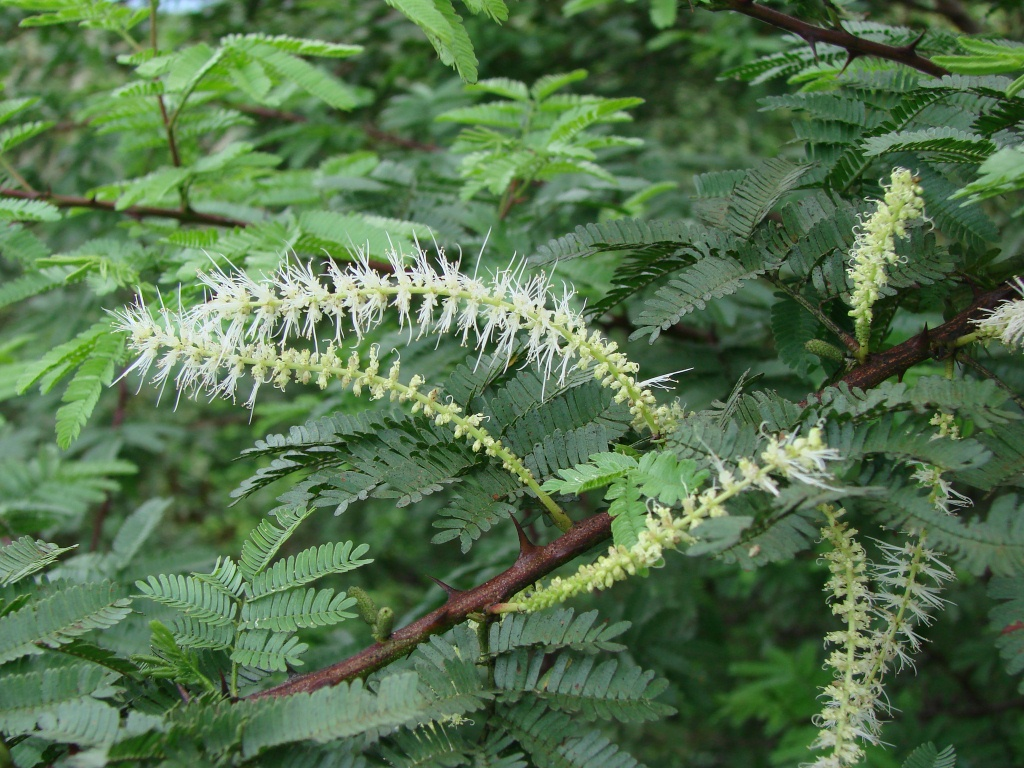
Mimosa tenuiflora

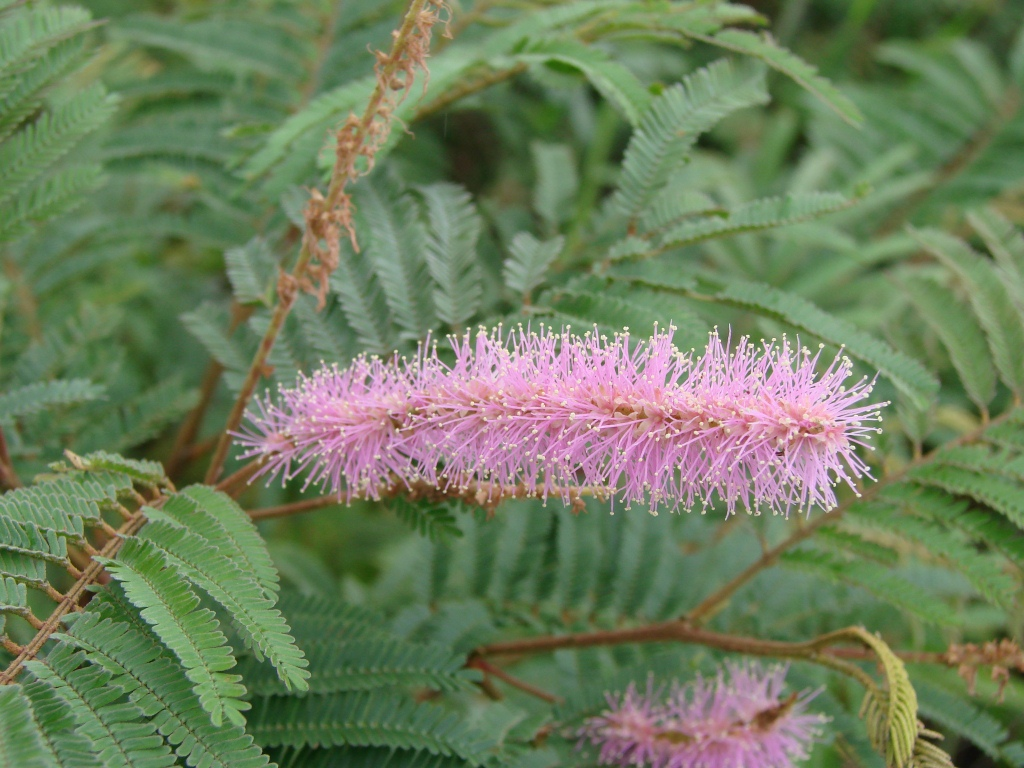
Mimosa verrucosa

A taxonomia do género Mimosa seguiu uma história tortuosa, com uma circunscrição taxonómica que variou grandemente, tendo passado por períodos de divisão e agregação. Nos períodos de máxima agregação o género acumulou mais de 3 000 espécies descritas, muitas dos quais foram sinonimizadas com outras espécies ou transferidos para outros géneros.
Em parte devido a estas mudanças de circunscrição taxonómica, o nome Mimosa também foi aplicado a várias outras espécies filogeneticamente próximas, maioritariamente com folhas pinadas ou bipinadas semelhantes, mas posteriormente reclassificadas em outras géneros. Os exemplos mais comuns são Albizia julibrissin e Acacia dealbata, espécies que ainda são conhecidas pelo nome comum de mimosa.

## Sistemática e distribuição
O nome específico Mimosa foi criado em 1753 por Carl von Linné que o publicou em Species Plantarum, 1, S. 516–523. O lectotipo é Mimosa sensitiva L..
Entre os sinónimos taxonómicos de Mimosa L. contam-se: Acanthopteron Britton, Haitimimosa Britton, Leptoglottis DC. ex Standl., Leptoglottis DC. nom. inval., Lomoplis Raf., Mimosopsis Britton & Rose, Morongia Britton, Neomimosa Britton & Rose, Pteromimosa Britton, Schranckiastrum Hassl. e Schrankia Willd..
O género Mimosa pertence à tribo Mimoseae da subfamília Mimosoideae da família Fabaceae (Leguminosae). Existem cerca de 57 géneros semelhantes em riqueza de espécies dentro do grupo das plantas com flor, sendo que o número de espécies é presentemente estimado em 530, mas novas espécies estão sendo constantemente descritas. Devido à sua riqueza em espécies, o género é subdivido em secções e séries.
O género Mimosa tem centro de diversidade no Neotropis, ocupando habitats que vão da floresta equatorial às savanas mais áridas.
Estão validades entre 400 e 530 espécies de Mimosa. A lista que se segue é uma selecção:
- Mimosa aculeaticarpa Ortega (sin.: Acacia acanthocarpa Willd., Acacia aculeaticarpa (Ortega) Lag., Mimosa acanthocarpa (Willd.) Poir.): existem alumas variedades.[6]
  - Mimosa aculeaticarpa Ortega var. aculeaticarpa: nativa do sul dos Estados Unidos até ao México.[6]
  - Mimosa aculeaticarpa var. biuncifera (Benth.) Barneby (sin.: Mimosa biuncifera Benth.)
- Mimosa acutistipula (Mart.) Benth. (sin.: Acacia acutistipula Mart.): nativa do Brasil.[6]
- Mimosa adpressa Hook. & Arn.: nativa do Uruguai e da Argentina.[6]
- Mimosa affinis B.L.Rob.: nativa do México e do Belize.[6]
- Mimosa albida Humb. & Bonpl. ex Willd.: cerca de 3 variedades nos Andes:
  - Mimosa albida Humb. & Bonpl. ex Willd. var. albida
  - Mimosa albida var. glabrior B.L.Rob.
  - Mimosa albida var. willdenowii (Poir.) Rudd (sin.: Mimosa floribunda Willd., Mimosa willdenowii Poir.)
- Mimosa andina Benth.: ocorre nos Andes.
- Mimosa arenosa (Willd.) Poir.: ocorre com algumas variedade no sul do México, nas Caraíbas, na América Central e do Sul.[6]
  - Mimosa arenosa (Willd.) Poir. var. arenosa (sin.: Acacia arenosa Willd., Acacia malacocentra Mart., Mimosa malacocentra (Mart.) Benth.)
  - Mimosa arenosa var. leiocarpa (DC.) Barneby
  - Mimosa arenosa var. lysalgica Barneby
- Mimosa artemisiana Heringer & Paula: nativa do Brasil.[6]
- Mimosa asperata L.: nativa do Texas, México, Belize, Guatemala, Nicarágua e de Cuba.[6]
- Mimosa bahamensis Benth.: nativa do México, das Bahamas, do Belize e da Guatemala.[6]
- Mimosa bimucronata (DC.) Kuntze (sin.: Acacia bimucronata DC., Mimosa sepiaria Benth.): ocorre principalmente no Brasil, Argentina, Paraguai e Uruguai.[6] Com as variedades:
  - Mimosa bimucronata var. adenocarpa Hassl.
  - Mimosa bimucronata var. bimucronata
- Mimosa blanchettii Benth.: ocorre no estado brasileiro da Bahia.[6]
- Mimosa brachycarpa Benth.: nativa do Brasil.[6]
- Mimosa caesalpiniifolia Benth.: ocorre principalmente no Brasil e está naturalizada em África.[6]
- Mimosa calodendron Mart. ex Benth.: ocorre no estado brasileiro de Minas Gerais.[6]
- Mimosa camporum Benth. (sin.: Mimosa martensis Britton & Killip): nativa do México e das Caraíbas até ao noroeste da América do Sul.[6]
- Mimosa casta L.: ocorre principalmente na América do Sul, no Panamá e nas Caraíbas.[6]
- Mimosa ceratonia L.: nativa das Caraíbas e do Brasil.[6]
- Mimosa debilis Humb. & Bonpl. ex Willd.: nativa da Costa Rica, do Panamá e da América do Sul.[6]
- Mimosa diminuta M.F.Simon & C.E.Hughes [7]
- Mimosa diplotricha C.Wright (sin.: Mimosa invisa Mart.): ocorre principalmente no México e nas Caraíbas até à América do Sul e está naturalizada na África, Ásia, Austrália e ilhas do Pacífico.[6]
- Mimosa distachya Cav.: nativa do Arizona, do México, das Caraíbas e da Colômbia e Venezuela.[6]
- Mimosa distans Benth.: ocorre com algumas variedades no Brasil e no Paraguai.:[6]
- Mimosa dolens Vell.: ocorre com alguns subtaxa no  Brasil, Bolívia, Paraguai e Uruguai.[6]
- Mimosa dormiens Humb. & Bonpl. ex Willd. (sin.: Mimosa humilis Humb. & Bonpl. ex Willd.): nativa do México, Costa Rica, Colômbia, Venezuela e Brasil.[6]
- Mimosa dysocarpa Benth.: nativa do sul dos Estados Unidos até México.[6]
- Mimosa emoryana Benth.: nativa do Texas até ao México.[6]
- Mimosa ephedroides (Hook. & Arn.) Benth.: nativa da Argentina.[6]
- Mimosa farinosa Griseb.: nativa da Argentina.[6]
- Mimosa filipes Mart.: nativa do Brasil.[6]
- Mimosa flagellaris Benth.: nativa do Brasil, Paraguai, Uruguai e Argentina.[6]
- Mimosa flocculosa Burkart: nativa do Brasil e do Paraguai.[6]
- Mimosa grahamii A.Gray: nativa com duas variedades no Arizona, no New Mexico e nos estados federados mexicanos de Chihuahua, Durango e Sonora.[6]
  - Mimosa grahamii A.Gray var. grahamii (sin.: Mimosa lemmonii A.Gray)
  - Mimosa grahamii var. prolifica (S.Watson) Barneby (sin.: Mimosa prolifica S.Watson): nativa do estado federado mexicano de Chihuahua.[6]
- Mimosa guilandinae (DC.) Barneby (sin.: Acacia guilandinae DC.): com duas variedades, nativa do Panamá, do Brasil e no noroeste da América do Sul.[6]
  - Mimosa guilandinae var. guilandinae
  - Mimosa guilandinae var. spruceana (Benth.) Barneby (sin.: Mimosa spruceana Benth.)
- Mimosa hamata Willd. (sin.: Mimosa armata Rottl. ex Spreng.): nativa do Índia e do Paquistão.[6]
- Mimosa hirsutissima Mart.: com duas variedades, nativa da América do Sul.[6]
  - Mimosa hirsutissima var. grossa Barneby
  - Mimosa hirsutissima Mart. var. hirsutissima (sin.: Mimosa tomentosa Humb. & Bonpl. ex Willd.)
- Mimosa incana (Spreng.) Benth. (sin.: Acacia incana Spreng.): nativa do Brasil e do Uruguai.[6]
- Mimosa invisa Mart. ex Colla: nativa da Colômbia, Venezuela, Guiana e Brasil.[6]
- Mimosa kalunga M.F.Simon & C.E.Hughes: nativa do Brasil.[7]
- Mimosa laticifera Rizzini & A.Mattos (sin.: Mimosa obovata Benth.): nativa do Brasil.[6]
- Mimosa luisana Brandegee: nativa dos estados mexicanos de Oaxaca e Puebla.[6]
- Mimosa malacophylla A.Gray: nativa do Texas até ao México.[6]
- Mimosa mensicola Barneby: ocorre no estado brasileiro de Bahia.[6]
- Mimosa myriadena (Benth.) Benth.: nativa do Costa Rica e da América do Sul.[6]
- Mimosa nuda Benth. (sin.: Mimosa glaucescens Benth.): nativa do Bolívia, Brasil, Paraguai e Argentina.[6]
- Mimosa ophthalmocentra Mart. ex Benth.: nativa do Brasil.[6]
- Mimosa orthocarpa Benth.: nativa do México.[6]
- Mimosa palmeri Rose: nativa dos estados mexicanos de Sinaloa e Sonora.[6]
- Mimosa pigra L. (sin.: Mimosa pellita Humb. & Bonpl. ex Willd.): nativa do África, do México, das Caraíbas, da América Central e da América do Sul e naturalizada na Ásia, Austrália, América do Norte e Hawaii.[6]
- Mimosa pilulifera Benth.: com duas variedades, nativa do Brasil, Uruguai e Argentina.[6]
  - Mimosa pilulifera var. pilulifera
  - Mimosa pilulifera var. pseudincana (Burkart) Barneby (sin.: Mimosa aparadensis Burkart, Mimosa pseudincana Burkart)
- Mimosa polyantha Benth.: nativa do México.[6]
- Mimosa polycarpa Kunth: com duas variedades, nativa da Bolívia, Peru, Argentina, Paraguai e Brasil.[6]
- Mimosa polydactyla Humb. & Bonpl. ex Willd.: nativa da Costa Rica, Panamá,  Martinica e América do Sul.[6]
- Mimosa pseudosetosa M.F.Simon & C.E.Hughes: nativa do Brasil.[7]
- Mimosa pudica L.)
- Mimosa quadrivalvis L.: com várias variedades, nativa das Américas e das Caraíbas.[6]
  - Mimosa quadrivalvis var. angustata (Torr. & A.Gray) Barneby (sin.: Schrankia angustata Torr. & A.Gray, Schrankia uncinata Willd.)
  - Mimosa quadrivalvis var. floridana (Chapm.) Barneby (sin.: Schrankia floridana Chapm., Schrankia microphylla var. floridana (Chapm.) Isely, Schrankia uncinata auct. pl.)
  - Mimosa quadrivalvis var. leptocarpa (DC.) Barneby (sin.: Mimosa candollei R.Grether, Schrankia argentinensis Burkart, Schrankia leptocarpa DC.)
  - Mimosa quadrivalvis var. nuttallii (DC. ex Britton & Rose) L. S.Beard ex Barneby (sin.: Leptoglottis nuttallii DC. ex Britton & Rose, Schrankia nuttallii (DC. ex Britton & Rose) Standl.)
  - Mimosa quadrivalvis var. platycarpa (A.Gray) Barneby (sin.:Schrankia roemeriana (Scheele) Blank.)
  - Mimosa quadrivalvis var. quadrivalvis (sin.: Schrankia quadrivalvis (L.) Merr.)
- Mimosa quitensis Benth. (naturalizada nos Andes)
- Mimosa ramulosa Benth.: nativa do sul do Brasil e do Uruguai.[6]
- Mimosa rhododactyla var. benthamii (J.F.Macbr.) Barneby (sin.: Mimosa benthamii J.F.Macbr.): nativa do México.[6]
- Mimosa rubicaulis Lam.: com duas subespécies:
  - Mimosa rubicaulis Lam. subsp. rubicaulis: nativa da Índia e do Afeganistão.[6]
  - Mimosa rubicaulis subsp. himalayana (Gamble) H.Ohashi (sin.: Mimosa himalayana Gamble): nativa da Índia, Nepal, Butão e Afeganistão.[6]
- Mimosa rufescens Benth.: nativa do América do Sul.[6]
- Mimosa scabrella Benth. (sin.: Mimosa bracaatinga Hoehne): nativa do Brasil.[6]
- Mimosa schomburgkii Benth.: nativa do Honduras, Nicarágua e norte da América do Sul.[6]
- Mimosa sensibilis Griseb.: nativa do Bolívia, Paraguai, Argentina e Brasil.[6]
- Mimosa sensitiva L.: nativa do Peru e do Brasil.[6]
- Mimosa setosa Benth.: com duas subespécies, nativa do Paraguai e do Brasil.
  - Mimosa setosa subsp. paludosa (Benth.) Barneby (sin.: Mimosa paludosa Benth.)
  - Mimosa setosa Benth. subsp. setosa: endémica do Brasil.[6]
- Mimosa somnians Humb. & Bonpl. ex Willd.: nativa do México, da américa Central e da América do Sul.[6]
- Mimosa strigillosa Torr. & A.Gray: nativa da região que vai do sul dos Estados Unidos até ao México, Argentina, Paraguai e Uruguai.[6]
- Mimosa tenuiflora (Willd.) Poir. (sin.: Acacia tenuiflora Willd., Mimosa cabrera H.Karst., Mimosa hostilis (Mart.) Benth.): nativa da  região que se estende desde o México pela América Central até ao norte da América do Sul.[6]
- Mimosa tricephala Cham. & Schltdl.: com várias variedades, nativa do México, Guatemala, Honduras e Costa Rica.[6]
  - Mimosa tricephala var. lignosa (Micheli) Chehaibar & R.Grether (sin.: Mimosa lignosa Micheli)
  - Mimosa tricephala var. nelsonii (B.L.Rob.) Chehaibar & R.Grether (sin.: Mimosa nelsonii B.L.Rob.)
  - Mimosa tricephala Cham. & Schltdl. var. tricephala
  - Mimosa tricephala var. xanti (A.Gray) Chehaibar & R.Grether (sin.: Mimosa xanti A.Gray)
- Mimosa uliginosa Chodat & Hassl.: nativa da Argentina, Paraguai e sul do Brasil.[6]
- Mimosa uraguensis Hook. & Arn.: nativa do Uruguai e da Argentina.[6]
- Mimosa velloziana Mart.: nativa do México até à Argentina.[6]
- Mimosa verrucosa Benth.: nativa do Brasil.[6]
- Mimosa viperina M.F.Simon & C.E.Hughes: nativa do Brasil.[7]
- Mimosa xanthocentra Mart.: nativa da América do Sul.[6]

## Espécies mais conhecidas
| - Mimosa dealbata - Mimosa diplotricha - Mimosa hostilis - Mimosa malacocentra - Mimosa nothacacia | - Mimosa nuttallii - Mimosa orbignyana - Mimosa pudica - Mimosa strigillosa - Mimosa tenuiflora - Bracatinga | - Mimosa decorticans |

- «Lista completa»

## Classificação lineana do género
| Sistema | Classificação                      | Referência               |
| ------- | ---------------------------------- | ------------------------ |
| Linné   | Classe Polyandria, ordem Monogynia | Species plantarum (1753) |